# Денисово (Пермский край)
Денисово — деревня в Пермском крае России. Входит в Чусовской городской округ.

## Географическое положение
Деревня расположена на правом берегу реки Сылва менее чем в километре на юг от железнодорожного моста через эту реку напротив посёлка Сылва Пермского района на противоположном берегу реки.

## История
Известна с 1647 года как деревня Денисовская.
С 2004 до 2019 гг. входила в Комарихинское сельское поселение Чусовского муниципального района.

## Население
| 2010 | 2021 |
| ---- | ---- |
| 17   | ↘13  |

Национальный состав
Согласно результатам переписи 2002 года, в национальной структуре населения
русские составляли 100 % от 27 человек.

## Известные уроженцы, жители
- Чугаев, Александр Петрович (1923—2021) — советский российский учёный-юрист, кандидат юридических наук, профессор (2004), Заслуженный юрист Российской Федерации.

## Климат
Климат умеренно континентальный. Среднегодовая температура воздуха колеблется около 0 градусов, среднемесячная температура января — −16 °C, июля — +17 °C, заморозки отмечаются в мае и сентябре. Высота снежного покрова достигает 80 см. Продолжительность залегания снежного покрова 170 дней. Продолжительность вегетационного периода 118 дней. В течение года выпадает 500—700 мм осадков.